# Đông Cảng, Nhật Chiếu
Đông Cảng (chữ Hán giản thể: 东港区, Hán Việt: Đông Cảng khu) là một quận thuộc địa cấp thị Nhật Chiếu, tỉnh Sơn Đông, Cộng hoà Nhân dân Trung Hoa. Quận này có diện tích 1507 km2, dân số năm 2004 là 840.000 người.

## Hành chính
Quận Đông Cảng có 5 nhai đạo và 7 trấn:
- Nhai đạo: Nhật Chiếu, Thạch Cữu, Khuê Sơn, Tần Lâu, Bắc Kinh Lộ.
- Trấn:Tây Hồ, Hà Sơn, Tam Áp, Lưỡng Thành, Trần 疃, Nam Hồ, Đào Lạc.